# Звери (мультсериал)
«Звери.» (англ. Animals.) — американский комедийный анимационный сериал, созданный Филом Матарезе и Майком Лучано. Первые два эпизода были изготовлены как независимое кино и впервые представлены на кинофестивале «Сандэнс» в январе 2015 года. В мае того же года телеканал HBO заказал создателям сразу два сезона будущего сериала. Премьера первого сезона состоялась 5 февраля 2016 года, второго — 17 марта 2017 года на телеканале HBO. 19 мая 2017 года сериал был продлён на третий сезон. Премьера третьего сезона состоялась 3 августа 2018 года. В октябре 2018 года было объявлено, что HBO закрыло сериал.

## Сюжет
В центре сюжета сериала — обыденная жизнь животных в Нью-Йорке, представленная в комедийном ключе. Каждый эпизод посвящен тому или иному отдельно взятому представителю животного мира, обитающего в мегаполисе (например крысы, кошки, собаки, голуби, во 2 сезоне, также, люди и так далее). Помимо всего прочего, каждый сезон включает отдельную сюжетную арку с участием людей. Так, в первом сезоне — это была история коррумпированного мэра, во втором — история репортёров, расследующих распространение вирусной эпидемии. Вместе с Филиппом Матарезе и Майком Лучано озвучиванием каждого эпизода занимаются и приглашённые гости (Курт Вайл, Адам Скотт, Джейсон Александер, Ким Гордон, Usher и другие).

## Показ в России
Сериал доступен для просмотра на сервисе «Amediateka». Первую серию бесплатно можно просмотреть на сайте телеканала «2х2».

## Критика
Сериал получил смешанные отзывы критиков. На Metacritic рейтинг сериала держится на отметке 54 на 100. В целом в отзывах зрители отмечают монотонность диалогов.